# BM-21 Grad
BM-21 Grad (ros. БМ-21 „Град”) – radziecka polowa samobieżna wieloprowadnicowa wyrzutnia rakietowa skonstruowana w latach 60 XX wieku. Przeznaczona dla artylerii dywizyjnej. Jeden z najszerzej używanych systemów tego rodzaju na świecie, także w Polsce.

## Historia
Decyzję o zaprojektowaniu BM-21 Grad podjęła Rada Ministrów ZSRR decyzją z 30 maja 1960. Zadanie to otrzymało biuro konstrukcyjne NII-147 z Tuły. Pierwsze wyrzutnie trafiły do jednostek w 1963, publiczna prezentacja nowego systemu odbyła się w 1964 na defiladzie w Moskwie podczas obchodów rocznicy rewolucji październikowej. W następnych latach była szeroko eksportowana, wśród jej użytkowników znajduje się także Wojsko Polskie. Pierwsze użycie bojowe nastąpiło podczas konfliktu nadgranicznego z Chinami nad rzeką Ussuri w 1969 roku.
Podobnie jak inne typy wyrzutni artyleryjskich BM-21 jest przeznaczona do rażenia celów powierzchniowych – środków ogniowych piechoty, stanowisk ogniowych artylerii, sprzętu bojowego w rejonach ześrodkowania oraz umocnień polowych.
BM-21 posiada 40 prowadnic rurowych (po 10 w 4 rzędach) zainstalowanych na zmodyfikowanym podwoziu samochodu Ural-375D (6x6). Pakiet prowadnic wraz z kołyską jest osadzony na obrotowym łożu przymocowanym do ramy samochodu. Kąty ostrzału poziomego są dla małych kątów podniesienia ograniczone ze względów bezpieczeństwa (wyloty prowadnic znajdują się na wysokości kabiny). Prowadnice mogą być naprowadzane elektrycznie lub ręcznie. Pociski są odpalane elektrycznie. Celownik mechaniczny, kątomierz działowy oraz mechanizm sterowania napędami kierowania jest umieszczony na wysięgniku z lewej strony wyrzutni.
Standardowym typem pocisku wystrzeliwanego z BM-21 jest M-21OF z głowicą odłamkowo-burzącą. Ma on masę 66 kg i długość 2870 mm. Jego donośność wynosi 20 400 m. Pociski na torze lotu są stabilizowane zarówno brzechwowo, jak i obrotowo (niewielką prędkość kątową nadaje im występ prowadzący współpracujący z bruzdą rury wyrzutni). Pociski są dostarczane na stanowisko ogniowe przy wykorzystaniu samochodów amunicyjnych ZiŁ-152 lub Star. Pociski tego samego typu mogą być odpalane z radzieckich wyrzutni BM-21 Grad-1 (36-rurowa), Grad-W (12-rurowa), 9K53 Prima (50-rurowa) i czechosłowackich RM-70 (40-rurowa). Polską zmodernizowaną wyrzutnią BM-21 jest WR-40 Langusta.
W Polsce powstała rodzina pocisków Feniks, które dzięki zastosowaniu nowoczesnego paliwa rakietowego mają zasięg ponad 40 km.

## Wersje pochodne
W ZSRR i państwach byłego Układu Warszawskiego opracowano szereg wyrzutni samobieżnych na innych podwoziach, strzelających takimi samymi pociskami lub też mających analogiczną do BM-21 część artyleryjską z 40 prowadnicami, jak również następnie modernizowano oryginalne wyrzutnie:
- ZSRR/Rosja:
  - BM-21 Grad-1 – wyrzutna 36-rurowa na podwoziu ZiŁ-131,
  - BM-21W (Grad-W) – wyrzutnia 12-rurowa na podwoziu GAZ-66 (4×4),
  - 9K53 Prima – wyrzutnia 50-rurowa na podwoziu Ural-4320 (6×6),
- Ukraina:
  - Bastion-01/02 – modernizacja wyrzutni 40-rurowej na podwoziu KrAZ-6322 (6×6); Bastion-02 z długim podwoziem i systemem przeładowania 40 pocisków zapasowych (2008 rok)[3]
  - BM-21K/BM-21U Werba – prototypy wyrzutni 40-rurowej na podwoziach KrAZ-260/KrAZ-6322 (6×6) z długą kabiną (2009/2015 rok)[3]
  - BM-21UM Berest – prototypowa wyrzutnia 50-rurowa na podwoziu KrAZ-5401NE (4×4) z długą kabiną (2018 rok)[3]

- Czechosłowacja/Czechy:
  - RM-70 – wyrzutnia 40-rurowa na podwoziu Tatra (8×8) z systemem przeładowania 40 pocisków zapasowych,
  - BM-21MT – modernizacja wyrzutni 40-rurowej na podwoziu Tatra T-815-7T3R2T (4×4)[3]

- Polska:
  - WR-40 Langusta – modernizacja wyrzutni 40-rurowej na podwoziu Jelcz (4×4)

- Rumunia:
  - APR-40(inne języki) – wyrzutnia 40-rurowa

## Dane taktyczno-techniczne
- Rakiety M-21OF
  - Kaliber: 122,4 mm
  - Długość: 2870 mm
  - Masa: 66 kg
  - Prędkość początkowa: 690 m/s
  - Donośność: 20 400 m
- Wyrzutnia:
  - Masa
    - własna: 10 870 kg
    - z rakietami: 13 710 kg

  - Długość: 7350 mm
  - Szerokość:
    - W położeniu marszowym: 2400 mm
    - W położeniu bojowym: 3010 mm

  - Wysokość:
    - W położeniu marszowym: 3090 mm

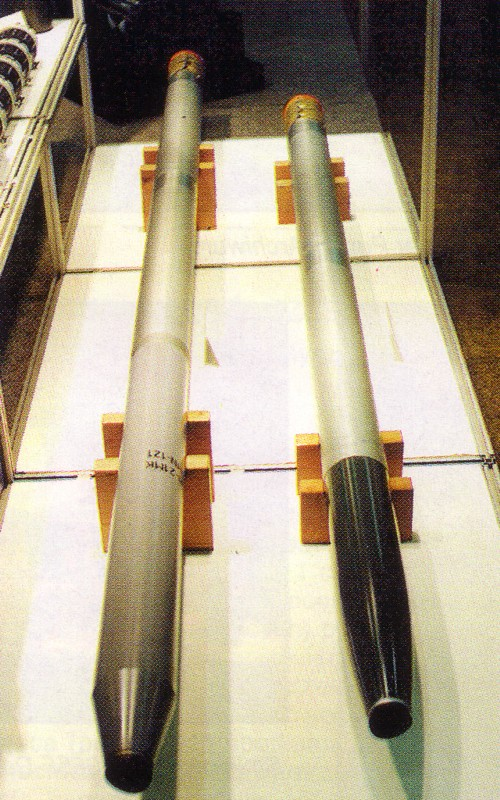
Polskie rakiety odpalane z BM-21 Grad; z lewej kasetowa z minami MN-121, z prawej odłamkowo-burząca OFM-122

    - W położeniu bojowym: 4350 mm (maksymalna)

  - Prędkość max: 75 km/h
  - Zasięg: 20 km
  - Kaliber: 122,4 mm
  - Długość prowadnicy: 3000 mm
  - Temperatura gazów wylotowych: 1500 stopni Celsjusza (do 2000 stopni dla rakiet Feniks-Z)
  - Kąt ostrzału:
    - w płaszczyźnie pionowej:0° do +55°
    - w płaszczyźnie poziomej: 70° w prawo (ograniczony przez celownik zamocowany do bloku wyrzutni), 102° w lewo od osi pojazdu.
    - sektor ograniczonego ostrzału w płaszczyźnie poziomej: 34° w obie strony od osi pojazdu
    - najmniejszy kąt podniesienia w sektorze ograniczonego ostrzału: 11°

  - Czas wystrzelenia salwy 40 pocisków: 20 s
  - Obsługa: 6 osób

## Użytkownicy
Aktualni użytkownicy
- Afganistan
- Algieria: 48
- Angola: 75
- Armenia: 47
- Azerbejdżan: 63
- Bangladesz: KRL 122, Typ 90B

Niebieski – aktualni użytkownicy, czerwony – byli

- Białoruś: BM-21 i BM-21A „BelGrad”
- Bośnia i Hercegowina: 6
- Bułgaria: 192 w aktywnej służbie i 200 w zapasie.
- Burkina Faso: 10
- Burundi: 12
- Czad: 4
- Chorwacja: 64
- Cypr: 4
- Demokratyczna Republika Konga: 6
- Dżibuti: 12
- Ekwador: 10
- Egipt: 85
- Erytrea: 25
- Etiopia: 10
- Gruzja
- Grecja: 116 RM-70
- Górski Karabach: 44
- Indie: 150+
- Indonezja: Nieznana liczba RM-70 (używane przez marines).
- Iran: 100+
- Irak: 55
- Jemen: 280
- Kambodża: 100
- Kamerun: 50
- Katar: 3[4]
- Kazachstan: 100[5]
- Kirgistan: 21[6]
- Kongo: 6
- Korea Północna
- Kuba: 240
- Liban: 30 w tym niektóre BM-11.
- Liberia: liczba nieznana
- Libia: Około 200
- Macedonia: 12
- Mali: 2
- Mołdawia: 14
- Mongolia: 130[7][8]
- Maroko: 36
- Mozambik: 5
- Mjanma: 70
- Naddniestrze[9]
- Namibia: 4
- Nikaragua: 30
- Nigeria: 10 BM-21 Grad, 25 APR-21 i APR-40.
- Osetia Południowa
- Pakistan: 25
- Palestyna: Hamas i inni bojownicy (w tym irański wyznaczyli zakres 20 – 40 km w skali Chin)[10][11]
- Peru: 14[12]
- Polska: 2008 – 219[13], 2019 – 93[14]
- Rumunia: 352 APR-40 (124 ma zostać zmodernizowanych do wersji LAROM)
- Rosja: 982[15]; i 2500 (1700 w zapasie) w 2012 Bilans wojskowy Międzynarodowy Instytut Studiów Strategicznych 2012. 70 zmodernizowanych jednostek Grad-M zostało oddanych w 2016 r.[16][17]
- Sahara Zachodnia: 10[18]-15
- Senegal: 8 Grad-U[19]
- Serbia: 348
- Somalia: 19
- Somaliland: 169
- Sri Lanka: 5
- Syria: 270
- Tadżykistan: 10[20]
- Tanzania: 1?
- Tajlandia: 6 Type 81 SPRL
- Turkmenistan: 56[21]
- Ukraina: 400
- Uzbekistan: 36[22]
- Wenezuela: 52
- Węgry: 65 w rezerwie
- Wietnam: 350
- Wybrzeże Kości Słoniowej: 20
- Zambia: 50
- Zimbabwe: 25

byli użytkownicy
- Finlandia: 24 egzemplarze znane pod oznaczeniem 122 RAKH 76. Obecnie wycofane z uzbrojenia[23].
- Izrael: 50 zdobytych, obecnie nie są już użytkowane.
- Jugosławia
- ZSRR

Oceniający
- Francja: 3 egzemplarze znalezione przez francuskich żołnierzy podczas Operacji Serwal, prawdopodobnie libijskie.
- Stany Zjednoczone: 75[24]

## Galeria

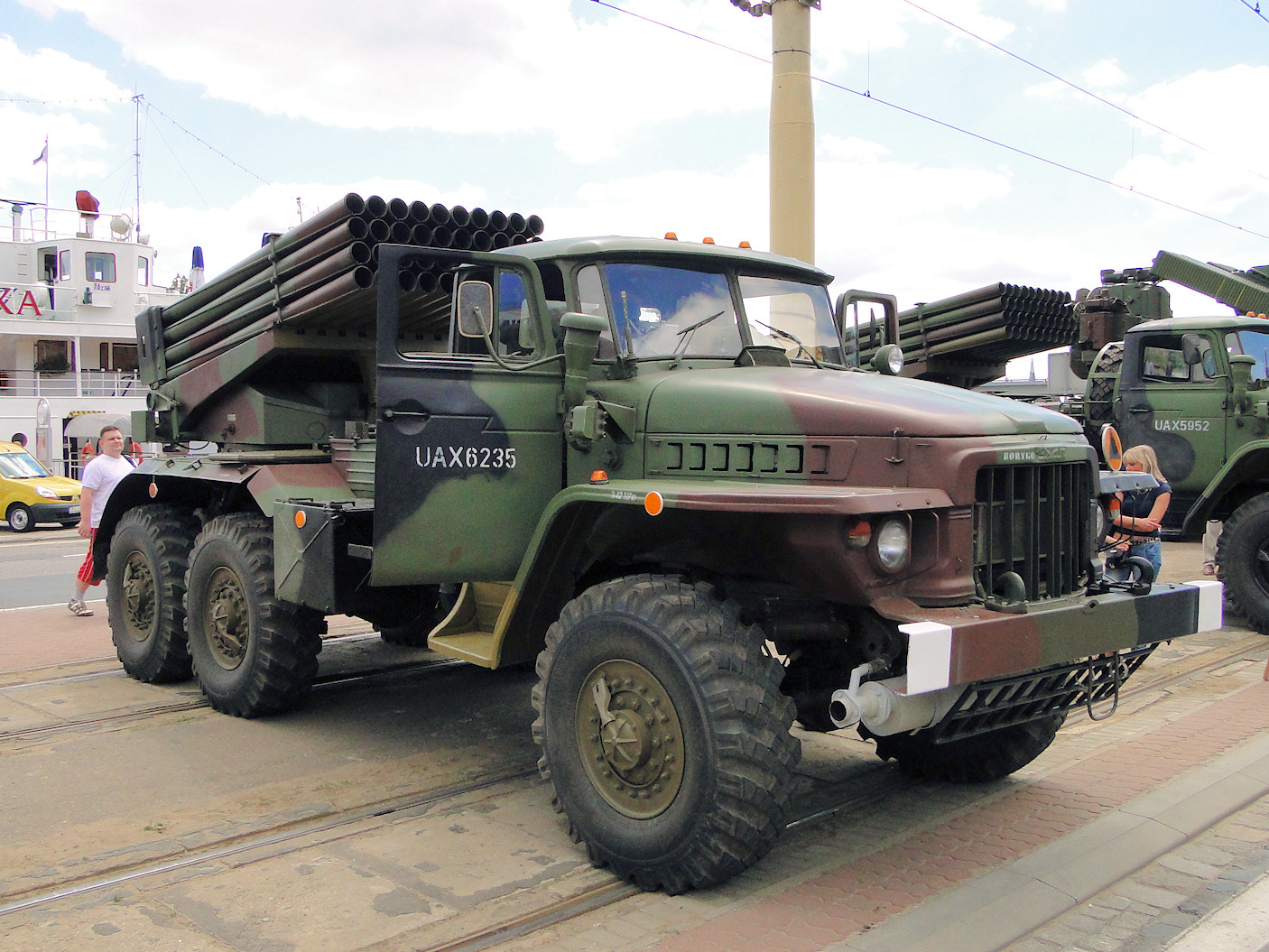
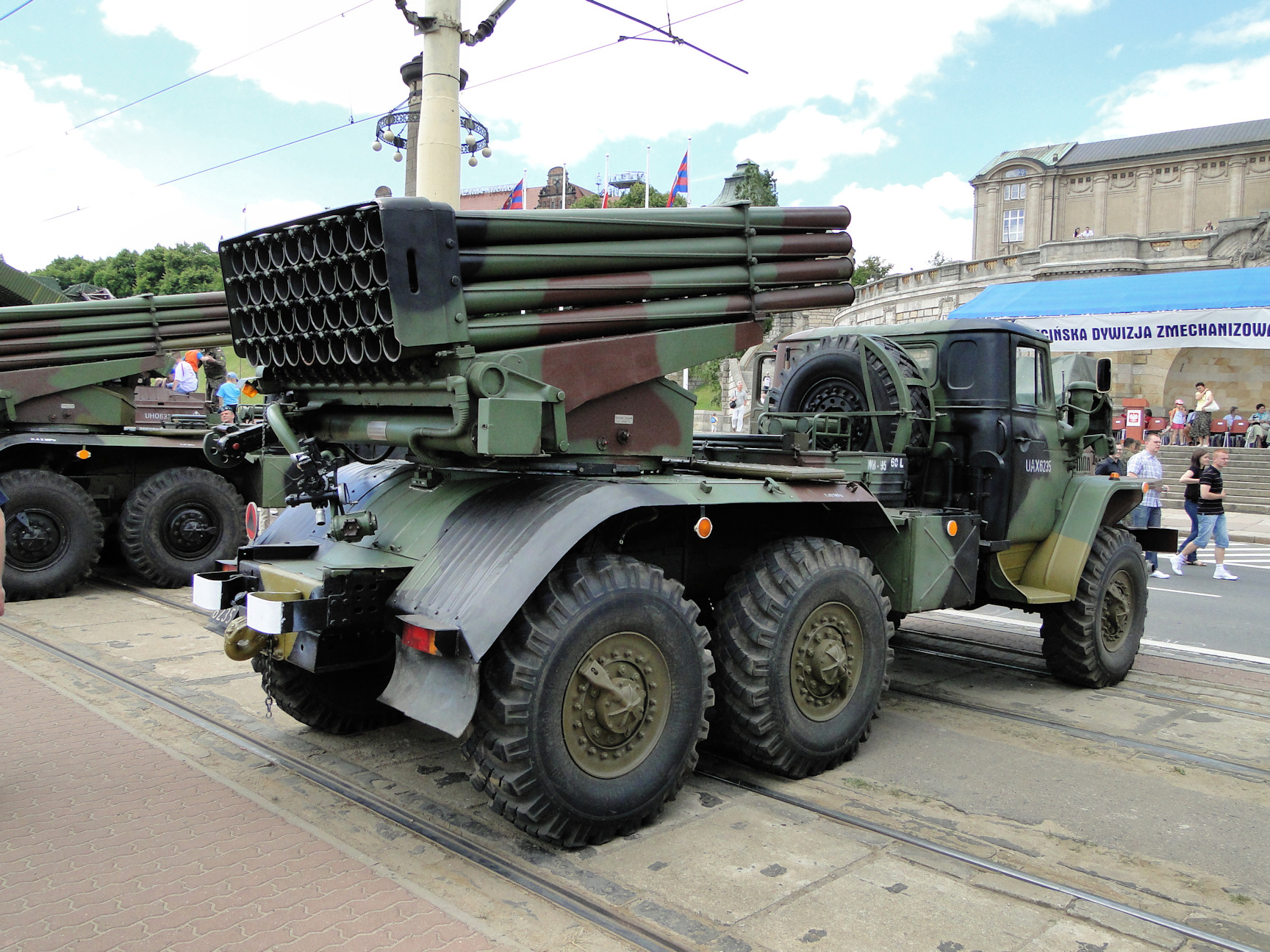
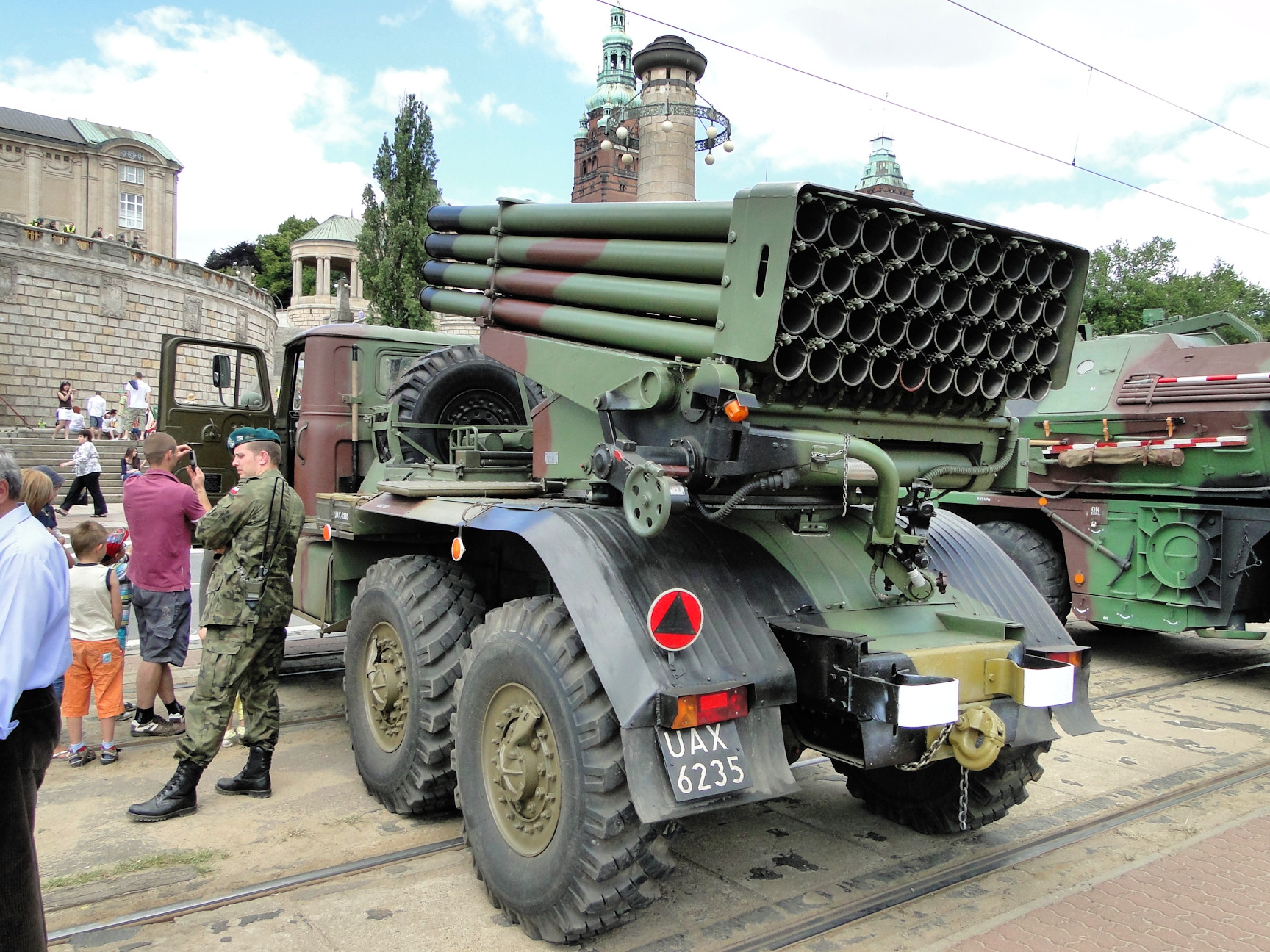